# Joan Lino Martínez
Joan Lino Martínez Armenteros  (* 11. ledna 1978, Havana) je bývalý španělský atlet, halový mistr Evropy ve skoku do dálky.
Jeho otec je Kubánec, matka Španělka. Začínal jako reprezentant Kuby, v roce 1996 obsadil na světovém juniorském šampionátu v soutěži dálkařů sedmé místo. Od roku 2004 reprezentoval Španělsko, na olympiádě v Athénách v roce 2004 vybojoval bronzovou medaili. V následující sezóně se stal halovým mistrem Evropy, na světovém šampionátu pod širým nebem skončil čtvrtý.